# آیوار جنر
آیوار جنر (انگلیسی: Ivar Jenner؛ زادهٔ ۱۰ ژانویهٔ ۲۰۰۴) بازیکن فوتبال اهل پادشاهی هلند است.
وی همچنین در تیم‌های ملی فوتبال زیر ۱۷ سال هلند، Indonesia national under-20 football team، زیر ۲۳ سال اندونزی، و اندونزی بازی کرده‌است.